# Eugenia plicata
Eugenia plicata är en myrtenväxtart som beskrevs av Franz Josef Niedenzu. Eugenia plicata ingår i släktet Eugenia och familjen myrtenväxter. Inga underarter finns listade i Catalogue of Life.